# Prudent-Joseph Deladrière
Prudent-Joesph Deladrière, né le 3 mai 1788 à Mons (dans les Pays-Bas autrichiens) et mort le 30 novembre 1855, est un gendarme et militaire au service du Premier Empire français, puis du Royaume uni des Pays-Bas et finalement de la Belgique.
Après avoir rejoint les volontaires de la révolution belge de 1830, il devient le premier commandant de la gendarmerie belge après la création de cette dernière sur les cendres des unités des unités de la maréchaussée royale présentes dans les Pays-Bas méridionaux.

## Biographie

### Au service de la France
Prudent-Joseph Deladrière commence sa carrière militaire pendant la période française de l'histoire de la Belgique, le 26 mars 1806, au service du Premier Empire, dans la Grande Armée de Napoléon Ier. Il s'enrôle comme soldat au 27e régiment de chasseurs à cheval et participe aux campagnes de Prusse et de Pologne. Il est blessé une première fois le 14 octobre 1806 lors de la célèbre bataille d'Iéna, lorsqu'il reçoit trois coups de sabre à la tête. Il participe ensuite à la guerre franco-suédoise et devient sous-officier. Il est promu maréchal des logis-chef en 1812 puis est engagé sur le front de la guerre d'indépendance espagnole. Après avoir été blessé d'un coup de sabre au bras, il est fait prisonnier et reste à bord d'un ponton pendant quatre mois dans la baie de Gibraltar avant d'être remis en liberté à l'occasion d'un échange de prisonniers. Deladrière participe ensuite à la bataille des Arapiles puis à la bataille de Vitoria et devient officier le 15 janvier 1814, promu au grade de sous-lieutenant dans le 2e régiment de chasseurs à pied de la Garde impériale. Il est engagé dans la campagne de 1814, à la suite de laquelle il est à nouveau blessé par un boulet de canon à la bataille de Brienne le 29 janvier 1814 puis par deux coups de lance à la bataille de Craonne, en mars. Il est licencié au mois d'octobre de la même année après la défaite française.

### Au service du Royaume uni des Pays-Bas
Rentré en Belgique, Deladrière intègre les forces armées du royaume uni des Pays-Bas le 21 septembre 1814 en tant que sous-lieutenant. Il participe à la guerre de la septième coalition contre ses anciens frères d'armes français lors de la campagne de Belgique en 1815. Il est promu lieutenant en 1818 puis intègre la maréchaussée royale : le corps de gendarmerie du royaume uni des Pays-Bas. Lorsque débute la révolution belge et l'insurrection de 1830 dans les Pays-Bas méridionaux, Deladrière est en garnison à Mons et rejoint les insurgés belges en prenant une part considérable aux combats menés dans cette ville. Le 11 septembre 1830, il enjoint ses gendarmes à porter la blouse révolutionnaire et monte un corps-franc de 140 d'entre eux qui s'en vont participer aux Quatre Jours de Bruxelles. Lors de l'arrestation de Pierre Emmanuel Félix Chazal qui tente de soulever la garnison de la forteresse de Mons le 27 septembre 1830, Deladrière intervient en sa faveur et parvient à le faire sortir hors de la ville.

### Au service de la Belgique
Le 26 septembre 1830, soit en plein pendant les Journées de Septembre, Deladrière est nommé capitaine de gendarmerie puis, dans la soirée, promu au grade de major par arrêté du gouvernement provisoire de Belgique en récompense des services rendus. Le 6 octobre, soit deux jours après la déclaration d'indépendance de la Belgique, il est nommé commandant de la toute jeune gendarmerie nationale belge qu'il a pour mission d'organiser. Il est remplacé dès le 21 octobre de la même année par le Colonel Brixhe puis, en 1839, il est promu lieutenant-colonel et commandant de place en 1842. Il obtint sa retraite en 1846.

## Distinctions
- Chevalier de la Légion d'honneur (31 octobre 1831[4])
- Chevalier de l'ordre militaire de Guillaume
- Chevalier de l'ordre de Léopold
- Croix de fer